# Robert Vance Presthus
Robert Vance Granning Presthus (* 25. Februar 1917 in Saint Paul, Minnesota; † 23. Februar 2001 in Carmel-by-the Sea, California) war ein US-amerikanischer Politikwissenschaftler und Hochschullehrer.

## Leben und Wirken
Robert Vance Presthus studierte Politikwissenschaft an der University of Minnesota. Dort erwarb er 1940 den Bachelor- und 1941 den Magistergrad. Seine Promotion zum Ph.D. erfolgte 1948 an der University of Chicago. Nach einem Studienaufenthalt an der University of London (1948) arbeitete er von 1948 bis 1950 als wissenschaftlicher Assistent an der University of Southern California. Von 1951 bis 1956 war er dann außerordentlicher Professor an der Michigan State University. Als Professor für Politikwissenschaft lehrte er anschließend bis 1966 an der Cornell University. Ab 1967 lehrte er in Kanada an der York University. Gastprofessuren führten ihn an die University of Oregon, die University of Sussex, die Universität Göteborg und die Arizona State University.
In seinen Veröffentlichungen beschäftigte sich Presthus mit Fragen der öffentlichen Verwaltung, Interessengruppen, Eliten und soziologischen Fragen der Gesellschaftsorganisation, sowohl in den USA als auch in Kanada. Sein Buch "The Organizational society" erschien 1962 in deutscher Übersetzung.

## Veröffentlichungen (Auswahl)
- (mit John M. Pfiffner): Public administration. 3. Aufl. The Ronald Press Company, New York 1953 (6. Aufl. 1975).
- (mit Sevda Erem): Statistical analysis in comparative administration. The Turkish Conseil d'Etat. Cornell University Press, Ithaca, NY 1958.
- Weberian v. welfare bureaucracy in traditional society. In: Administrative science quarterly, Bd. 6 (1961), S. 1–24.
- Individuum und Organisation. Typologie der Anpassung. Fischer, Frankfurt/M. 1962 (dt. Übersetzung seines Buchs "The Organizational society").
- Men at the top. A study in community power. Oxford University Press, New York 1964.
- Behavioral approaches to public administration. University of Alabama Press, Alabama 1965.
- Toward a theory of organizational behavior. In: Maneck S. Wadia (Hrsg.): Management and the behavioral sciences. Text and readings. Allyn and Bacon, Boston 1968, S. 248–265.
- Interest groups and the Canadian Parliament. Activities, interaction, legitimacy, and influence. In: Canadian journal of political science, Bd. 4 (1971), S. 444–460.
- Elite accommodation in Canadian politics. Cambridge University Press, London 1973.
- Elites in the policy process. Cambridge University Press, London 1974, ISBN 0-521-20344-9.
- (Hrsg.): Interest groups in international perspective. American Acad. of Political and Social Science, Philadelphia 1974.
- (Hrsg.): Cross-national perspectives, United States and Canada. Brill, Leiden 1977, ISBN 90-04-05238-0.
- Authority in organizations. In: Camilla Stivers (Hrsg.): Democracy, bureaucracy, and the study of administration. Westview Press, Boulder, Colo. 2001, S. 454–463, ISBN 0-8133-9809-6.